# Azdren Llullaku
Azdren Gani Llullaku (ur. 15 lutego 1988 w Istoku) – albański piłkarz występujący na pozycji skrzydłowego w rumuńskim klubie Concordia Chiajna. Były reprezentant Albanii.

## Sukcesy

### Klubowe
FK Astana
- Mistrz Kazachstanu: 2017

Szachcior Soligorsk
- Mistrz Białorusi: 2020

### Indywidualne
- Król strzelców Ligi I: 2016/2017